# Sarbanissa cirrha
Sarbanissa cirrha är en fjärilsart som beskrevs av Jordan 1912. Sarbanissa cirrha ingår i släktet Sarbanissa och familjen nattflyn. Inga underarter finns listade.